# Lithoprocris methyalea
Lithoprocris methyalea là một loài bướm đêm thuộc phân họ Arctiinae, họ Erebidae.